# 十塊寮
十塊寮，原寫為十塊藔，是台灣新竹市北區的一個傳統地域名稱，位於該區西北部。相較於今日行政區，其範圍大致包括中寮里、南寮里不含東南端凸出部分、海濱里東北大半部。
新竹漁港（又稱南寮漁港）位本地區西北部。

## 歷史
台灣清治末期至日治前期，十塊寮地區為一街庄，稱為「十塊藔庄」，隸屬於竹北一堡。該庄東北隔頭前溪與舊港庄相望，東南與槺榔庄為鄰，西南邊為油車港庄，西北邊臨台灣海峽。
1901年（日治明治三十四年）11月，全台廢縣廳改設二十廳，該庄隸屬於新竹廳。1909年（明治四十二年）10月，合併二十廳為十二廳，該庄隸屬不變。1920年（大正九年），廢十二廳改設五州二廳，該庄改制並雅化為「十塊寮」大字，隸屬於新竹州新竹郡舊港庄，大字下有「十塊寮」、「蟹子埔」小字名。1941年（昭和十六年），舊港庄與六家庄合併成立竹北庄。槺榔、十塊寮、油車港與舊港之一部分併入新竹市。
戰後新竹市改制為省轄市，大字亦改制為里。1950年新竹縣市合併後拆分為桃、竹、苗三縣，新竹市縮減轄區並降為新竹縣縣轄市，本地區仍屬之。1982年7月，新竹市再度升格為省轄市。

## 交通
省道台68線即「東西向快速公路－南寮竹東線」，其西側端點位於十塊寮地區東北部榮濱路東北端。由此向東南沿頭前溪南岸而行，可快速前往頭前溪下游南岸各地。該道路與省道台15線交會口設有向東南的單向交流道。
省道台15線是關渡至香山的幹道，大致以東北—西南走向經過本地區，向東北可前往舊港、紅毛港、觀音等地，向西南可前往油車港、楊寮並止於浸水橋，續行可接省道台61線（西部濱海快速公路）。
縣道122號又稱「南清公路」（東大路四段～三段），是南寮至五峰土場的道路，其西側端點位於本地區西北部海濱路路口。由此向東南可前往新竹市中心東側、國道1號新竹交流道、竹東等地。

## 聚落
本地區發展較早的聚落為十塊藔、蟹子埔、南藔等，在日治期初期的官方地圖上已有記載。

## 港口
- 新竹漁港（又稱南寮漁港）

## 學校
- 南華國中

## 廟宇
- 塹港富美宮（王爺廟）

## 景點
- 新竹海八景自行車道（17公里海岸線）